# Ede (Países Bajos)

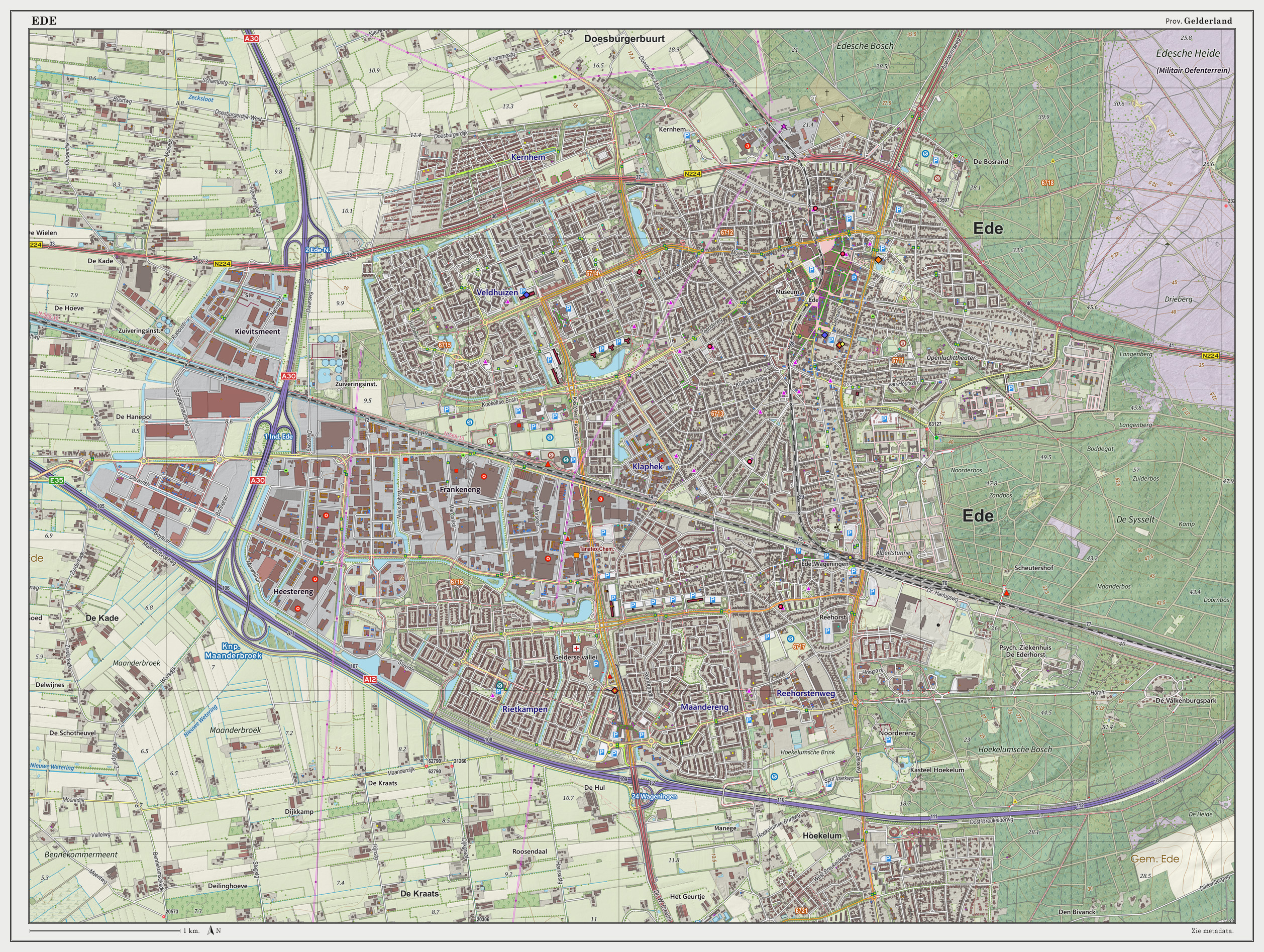
Mapa topografíco de la ciudad de Ede. Marzo 2014

Ede (ˈeːdəⓘ) es un municipio y una ciudad en el centro de Países Bajos, en la provincia de Güeldres.

## Geografía

### Ubicación
La ciudad se encuentra a medio camino entre las ciudades más grandes de Arnhem y Utrecht con conexiones directas de ferrocarril y carretera a ambas ciudades. No hay conexiones con ninguna fuente de agua cercana. También existe una conexión de carretera directa a la ciudad de Wageningen, que alberga un pequeño puerto industrial en el río Rijn y una conexión directa por carretera y ferrocarril a la ciudad de Arnhem, que cuenta con un puerto más grande a una mayor distancia.
El medio ambiente es limpio y verde debido a que Ede está parcialmente construido en un bosque y en parte de las llanuras centrales de los Países Bajos, en el parque nacional de Hoge Veluwe

### Núcleos de población
| Núcleo       | Coordenadas                                                | Habitantes |
| ------------ | ---------------------------------------------------------- | ---------- |
| Bennekom     | 51°59′58″N 5°40′32″E / 51.99944, 5.67556                   | 14.749     |
| De Klomp     | 52°2′40″N 5°34′18″E / 52.04444, 5.57167                    | 508        |
| Deelen       | 52°4′3″N 5°53′45″E / 52.06750, 5.89583                     | 50         |
| Ede (ciudad) | 52°04′20.28″N 5°44′52.44″E / 52.0723000, 5.7479000         | 67.812     |
| Ederveen     | 52°03′40.6998″N 5°34′39.3258″E / 52.061305500, 5.577590500 | 3.167      |
| Harskamp     | 52°08′00″N 5°45′0″E / 52.13333, 5.75000                    | 3.464      |
| Hoenderloo   | 52°7′5″N 5°52′49″E / 52.11806, 5.88028                     | 65         |
| Lunteren     | 52°5′14″N 5°37′19″E / 52.08722, 5.62194                    | 12.464     |
| Otterlo      | 52°06′0″N 5°47′0″E / 52.10000, 5.78333                     | 12.464     |
| Wekerom      | 52°06′47.8015″N 5°43′5.8271″E / 52.113278194, 5.718285306  | 2.506      |
|              | Total                                                      | 107.168    |

## Economía
Económicamente, la ciudad de Ede disfrúta de una serie de ventajas gracias a la proximidad con las principales autopistas y ferrocarriles, que ofrecen conexiones rápidas con el puerto de Róterdam, el aeropuerto de Schiphol y el área del Ruhr en Alemania. Las principales fuentes de empleo solían ser una fábrica perteneciente a la empresa neerlandesas Enka y las tres bases militares situadas en el noreste de la ciudad. Sin embargo la fábrica ha sido cerrada y las bases militares son en gran medida infrautilizadas desde que la conscripción fue abolida. La economía de la ciudad se está volviendo cada vez más centrada en el turismo nacional de las ciudades occidentales más densamente pobladas, como Ámsterdam y Den Haag, y en la educación, como las universidades locales y la gran Universidad de Wageningen en la ciudad de Wageningen.
Algunas de las compañías más notables o más grandes y otros empresarios en y alrededor de Ede son:
- Zumo de fruta y bebidas-fábrica Riedel, ahora parte de FrieslandCampina.
- Planta y subasta de flor casa Plantion (desde entonces 1 Marcha 2010).[3]
- Agencia publicitaria Lukkien quién desarrolló su propio Lukkien Helipuerto en el techo de su oficina.[4]
- La sede holandesa para Kimberly-Clark.[5]
- La sede holandesa de colchón y fabricante de almohada Tempur-Pedic.[6]
- Deli-XL, un foodservice distribuidor en Bélgica y el Netherlands.[7]
- La central y dos del principal datacenters de proveedor de internet independiente MORDIÓ.[8]

## Transporte
Ede Está situado a lo largo de la autopista A12 y tiene un enlace directo a la A1 por la A30.

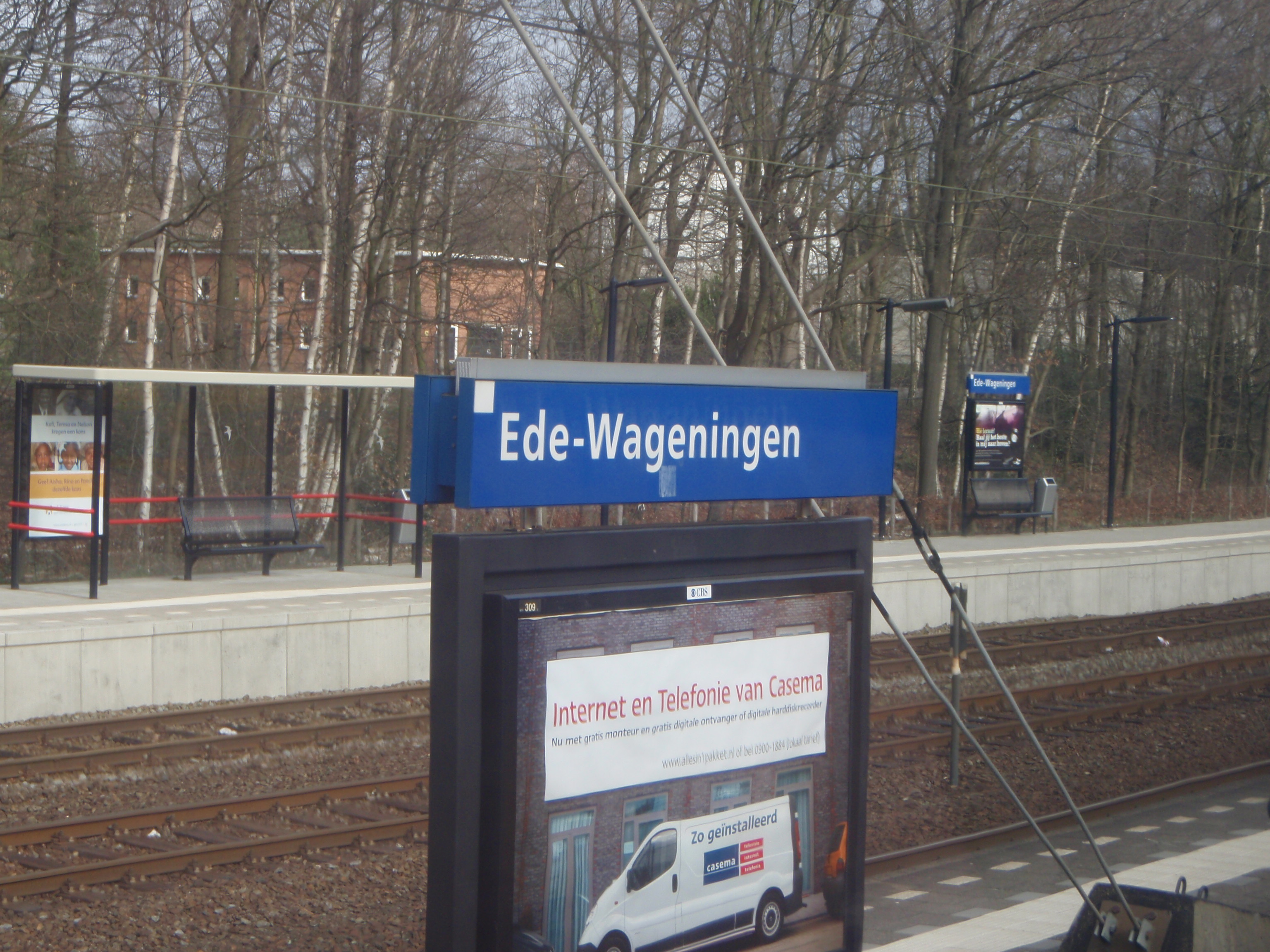
Ede-Wageningen Estación de ferrocarril

Existen dos estaciones de tren: la estación de Ede Ede-Wageningen y la estación de tren Ede Centrum. Ede-Wageningen es la principal, con servicios a Alkmaar, Amersfoort, Ámsterdam, aeropuerto de Schiphol, Arnhem, Barneveld, Utrecht y Den Helder. El centro de Ede está conectado por el servicio de trenes de Amersfoort y Barneveld a Ede-Wageningen.

## Educación
Hay cuatro escuelas secundarias en Ede: Marnix College, Palas Atenea College, una división de la Het Streek y la Groenhorst college. Ede cuenta con una universidad de ciencias aplicadas, la Christian University of Applied Sciences de Ede.

## Vida social
Cada año, hay una celebración en todo el municipio llamada Heideweek (semana del brezo) que dura gran parte de la semana e involucra festividades tradicionales neerlandesas, junto con las costumbres locales. Durante la semana, una reina del brezo y una princesa del brezo son elegidas entre varios candidatos y serán las representantes del municipio de Ede en otras festividades, hasta el año próximo, cuando otra nueva reina y princesa sean elegidas.

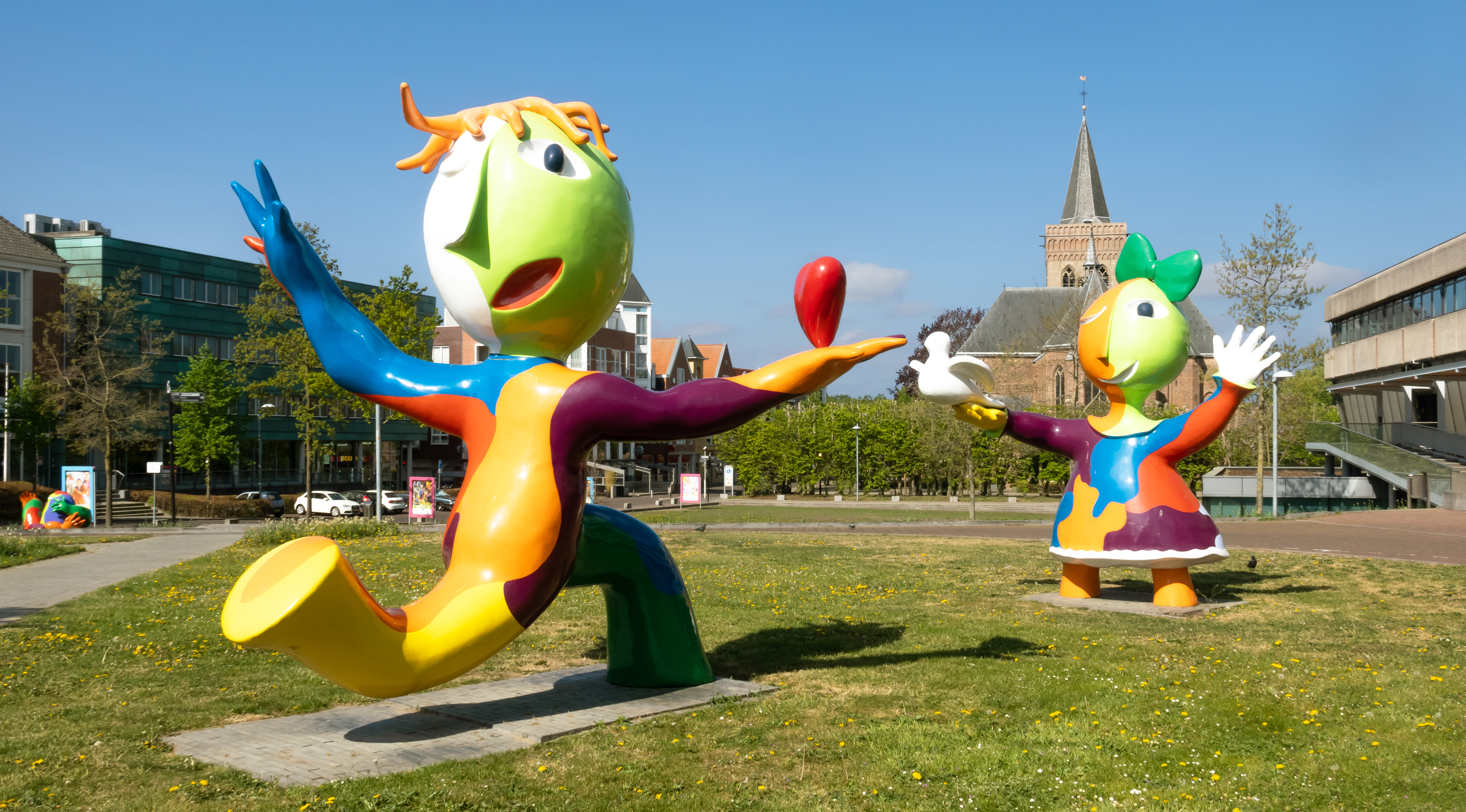
Ede, las esculturas del artista Juan Ripolles frente al ayuntamiento
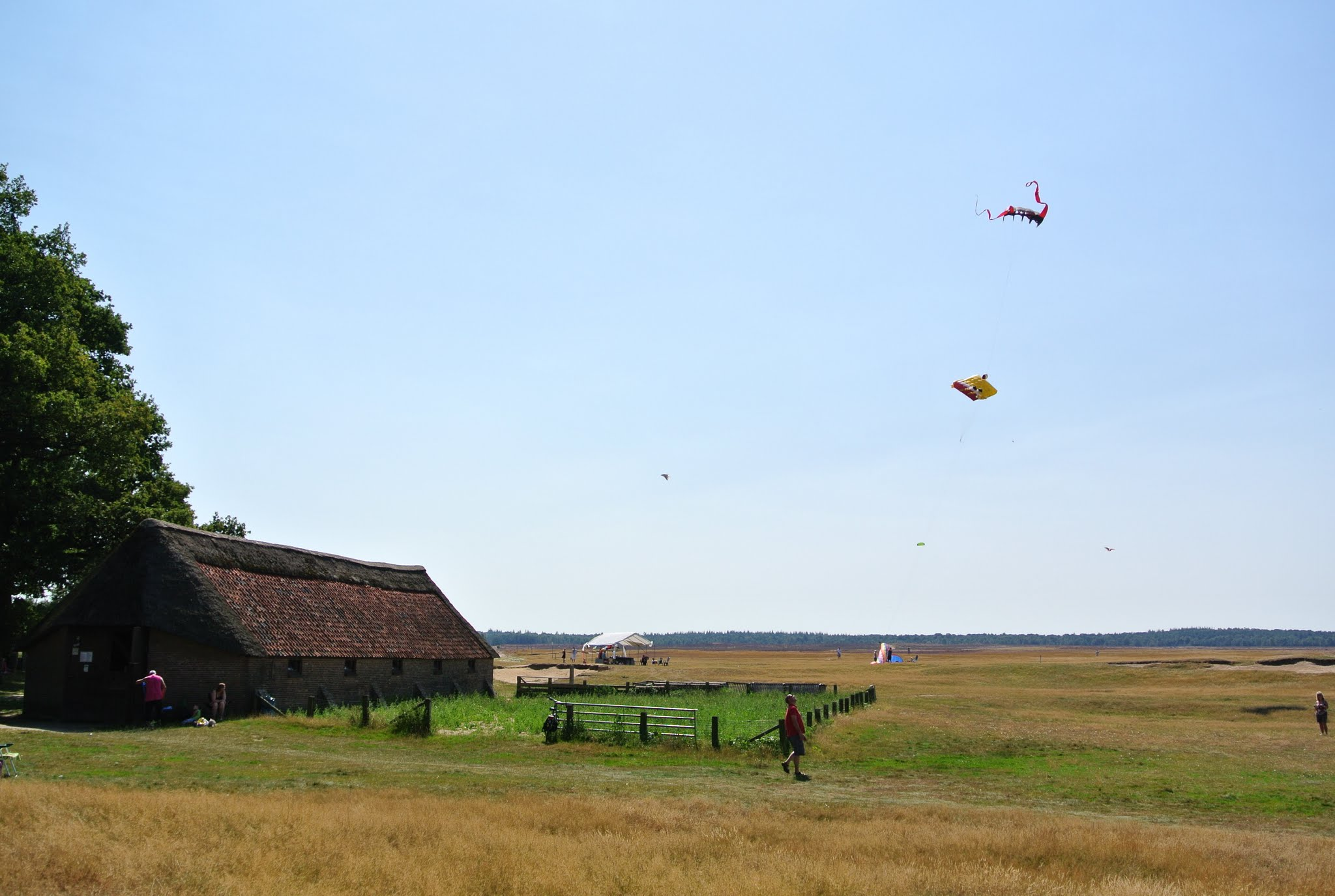
Paisaje de Ede
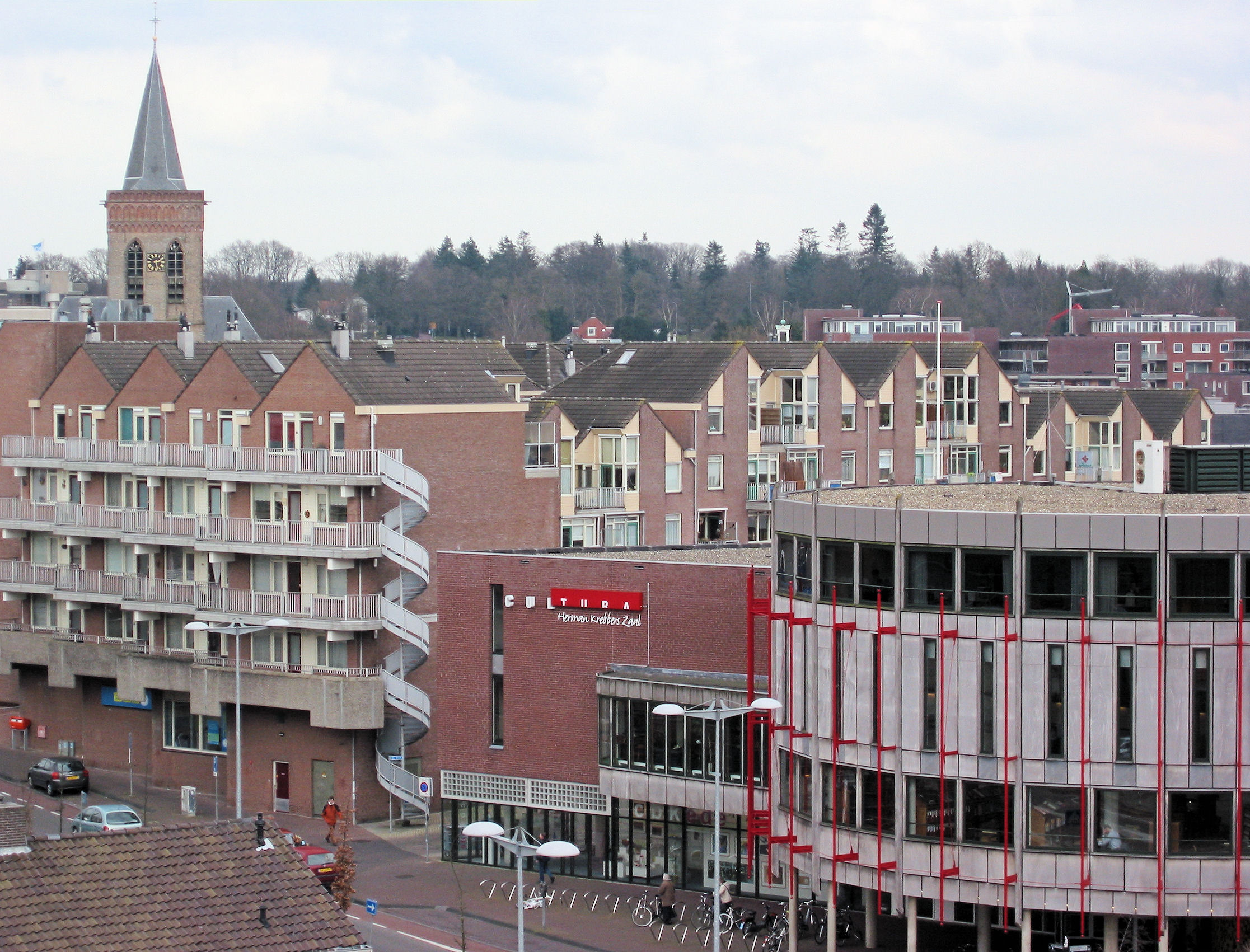
Ede visto desde el molino Concordia
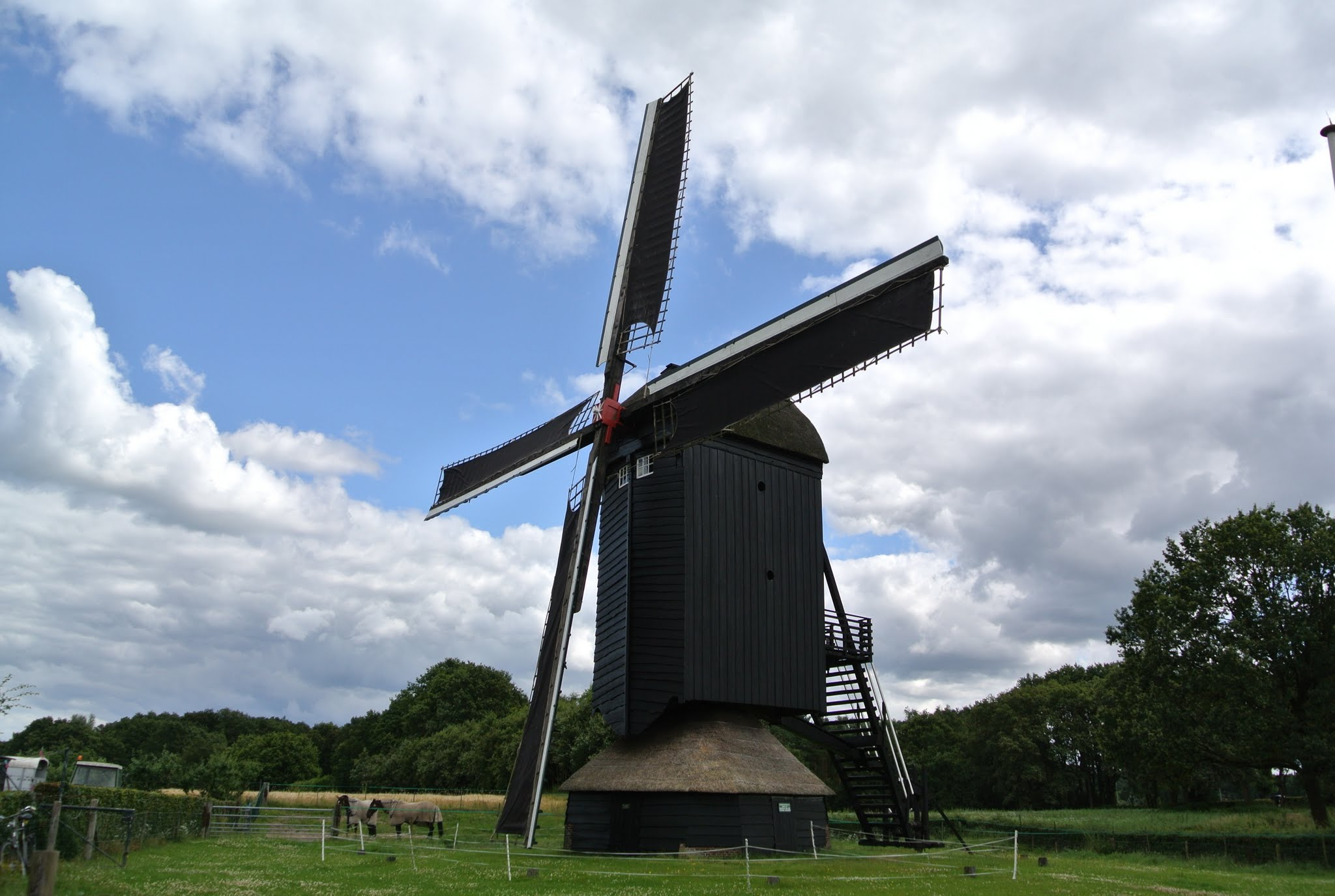
Molino de Ede
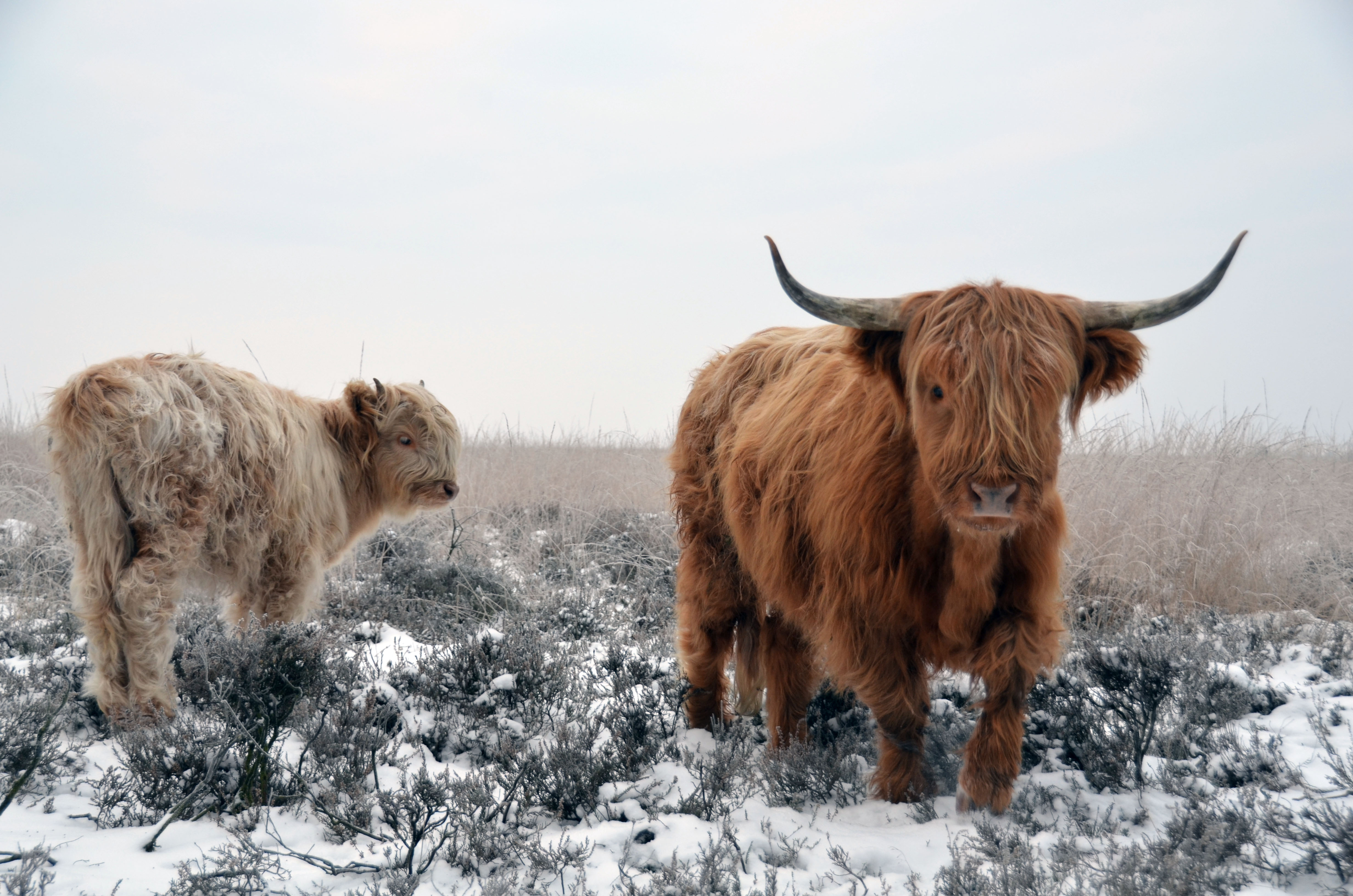
Vacas en el campo de Hoenderloo

## Ciudades hermanadas
- Chrudim, República Checa.[13]

## Personajes ilustres
- Hans Dorrestijn (1940), escritor y cómico.
- Dick Schoenaker (1952), futbolista.
- John Scherrenburg (1963), jugador de waterpolo.
- Angela Postma (1971), nadadora.
- Marianne Thieme (1972), política.
- Sonja Tol (1972), tirador.
- Benno Kuipers (1974), nadador.
- Esmeral Tunçluer (1980), jugador de baloncesto.
- Ahmet Kilic (1984), futbolista.
- Rence van der Wal (1989), futbolista.